# Джаки Кей
Джаки Кей (на английски: Jackie Kay) е шотландска писателка и поетеса.

## Биография
Родена е през 1961 г. в Единбург. Майка ѝ е шотландка, а баща ѝ – нигериец. Като малка е осиновена. Този период от живота си по-късно описва в автбиографичната стихосбирка „Документи по осиновяването“.
Наред с други отличия Джаки Кей е носител на наградата „Съмърсет Моъм“ за стихосбирката „Други любовници“ (1994) и на наградата на „Гардиън“ за дебютния си роман „Тромпет“ (1998). Живее в Манчестър и преподава в Университета в Нюкасъл.

## Произведения
- The Adoption Papers (Poetry – 1991)
- Other Lovers (Poetry – 1993)
- Off Colour (Poetry – 1998)
- Trumpet (Fiction – 1998)
- The Frog who dreamed she was an Opera Singer (1998)
- Two's Company (1992)
- Why Don't You Stop Talking (Fiction – 2002)
- Strawgirl (2002)
- Life Mask (Poetry – 2005)
- Wish I Was Here (Fiction – 2006)
- The Lamplighter (2007)
- Red Cherry Red (2007)
- Darling (2007)
- Maw Broon Monologues (2009)
- Red Dust Road (2010)

### Български преводи
- Тромпет Архив на оригинала от 2011-05-03 в Wayback Machine., изд. „Алтера“, С., 2010, ISBN 978-954-9757-61-3, 292 стр.